# Bundesanstalt für Flugsicherung
Die Bundesanstalt für Flugsicherung (BFS) wurde aufgrund des „Gesetzes über die Bundesanstalt für Flugsicherung“ vom 23. März 1953 errichtet und war von 1953 bis 1992 als Bundesoberbehörde dem Bundesverkehrsminister unterstellt. Im Gesetz wurde die Errichtung der BFS zur Sicherung der Luftfahrt, insbesondere Luftverkehrskontrolle einschließlich Bewegungslenkung, Flugsicherungsberatung, Alarmdienst, Luftnachrichtenübermittlung und Luftnavigationshilfen definiert.§1 (1) Die BFS war eine bundesunmittelbare Anstalt öffentlichen Rechts der Bundesrepublik Deutschland mit der Aufgabe der Flugsicherung des zivilen Luftverkehrs in Deutschland. Mit der „Verordnung zur Beauftragung eines Flugsicherungsunternehmens (FS-AuftragsV)“ vom 11. November 1992 erfolgte am 1. Januar 1993 der Übergang der Flugsicherung an die Deutsche FlugSicherung GmbH (DFS).

## Geschichte
Die Geschichte der Flugsicherung ist eingebunden in die Entwicklung des Flugzeuges zum Massentransportmittel, die in Deutschland zu Beginn der 1950er Jahre einsetzte.
Ab 1945 wurde die Luftraumkontrolle vor allem von den Flugsicherungsdiensten der West-Alliierten wahrgenommen. Das Alliierte Luftamt in Wiesbaden signalisierte jedoch bereits 1951, die Flugsicherung in deutsche Hände legen zu wollen.
Am 7. Juli 1953 übertrug Bundesverkehrsminister Hans-Christoph Seebohm der neu gegründeten Bundesanstalt für Flugsicherung (BFS) in Frankfurt am Main die Durchführung der zivilen Flugsicherungsdienste.
1959 legten das Bundesverkehrsministerium und das Bundesministerium der Verteidigung in einer Ressortvereinbarung die zivil-militärische Aufgabenteilung formal fest. Die Dienste an den militärischen Flugplätzen und den dazugehörigen Nahverkehrsbereichen verblieben teils in der Hand der Alliierten, teils wurden sie von der neu aufgestellten Bundeswehr übernommen.
Die BFS übernahm 1965 im gesamten süddeutschen Luftraum die bisher von der Bundeswehr wahrgenommenen Aufgaben, ausgenommen die Fliegerhorste selber. Diese Umstrukturierung wurde „Münchner Modell“ genannt. Ab 1969 war Heinz Voß (* 1920) Präsident der Bundesanstalt für Flugsicherung.
Mit der Deutschen Einheit übernahm die BFS im Jahr 1990 die Flugsicherung im Luftraum der ehemaligen DDR von der Interflug bzw. von der Hauptabteilung XIX (Verkehrswesen) des Ministeriums für Staatssicherheit (MfS).
1992 zog die Zentrale der BFS von Frankfurt in ein erheblich größeres Gebäude in Offenbach am Main um.
Am 16. Oktober 1992 wurde die BFS privatisiert. Das heißt, sie wurde in die privatrechtlich organisierte Deutsche Flugsicherung GmbH (DFS) überführt. Diese ist lediglich „organisationsprivatisiert“ und befindet sich zu 100 Prozent im Besitz der Bundesrepublik Deutschland. Zum 1. Januar 1993 übernahm die DFS die Kontrolle des Luftverkehrs in Deutschland.

## Standorte
Die BFS bestand aus der BFS-Zentralstelle (BFSZ) am Opernplatz in Frankfurt am Main, der BFS-Erprobungsstelle (EST), der Gemeinsamen Flugvermessungs-Stelle der BFS und der Bundeswehr GFMS in Lagerlechfeld, der BFS-Flugsicherungsschule (FSS) sowie der Zentralen  Instandsetzung in Langen (Hessen) und einem Rechenzentrum am Flughafen Frankfurt.
Die technischen und operativen Aufgaben der Flugsicherung wurden in BFS-Flugsicherungsregionalstellen an den internationalen Flugverkehrsplätzen (z. B. Bremen, Frankfurt, Düsseldorf, München) und Flugsicherungsstellen an Regionalplätzen (z. B. Saarbrücken, Stuttgart, Nürnberg) sowie an Radarsensor-Außenstellen mit Standorten an bzw. um Flugplätzen wahrgenommen. Dies waren für den An- und Abflug  Airport Surveillance Radar (ASR) sowie für Airport Surface Detection Equipment (ASDE) für die Kontrolle des am Boden stehenden oder rollenden Verkehrs sowie die über ganz Deutschland verteilten Mittelbereichs-Radarsensoren SRE-LL und SRE-M.
Ferner wurden von den BFS-Außenstellen noch über ganz Deutschland verteilte VHF- und UHF-Flugsprechfunk-Sende- und Empfangstellen und Flugnavigationsfunkanlagen betrieben. Nur an Flugplätzen wurden für den Anflug Instrument Landing Systems (ILS), sowie einige wenige Microwave Landing Systems (MLS) betrieben. ILS und MLS konnten auch mit einem Distance Meassuring Equipment-Narrow (DME-N) oder einigen wenigen Distance Measuring Equipment-Precision (DME-P) oder als Locator verwendete Non Directional Beacon (NDB) gepaart sein. Der Großteil der Flugsicherungnavigationsfunkanlagen wurde nach Bedarf über Deutschland verteilt aufgebaut, dies konnte sowohl an und außerhalb von Flugplätzen sein. Die weiteren noch nicht genannten Flugsicherungnavigationsfunkanlagen waren Doppler VHF Omnidirectional Ranges (DVOR), Non Directional Beacon (NDB), VHF Omnidirectional Ranges (DVOR), TACtical Air Navigation (TACAN) Anlagen. Flugsicherungnavigationsfunkanlagen wurden bei Bedarf auch als funktionale Einheit entweder am gleichen Standort und/oder frequenzgepaart aufgebaut z. B. ILS/DME(/N), ILS/MLS/DME(/P), MLS/DME(/N), MLS/DME(P) VOR/DME(/N), DVOR/DME(/N), VORTAC, DVORTAC.